# Klappenwehr

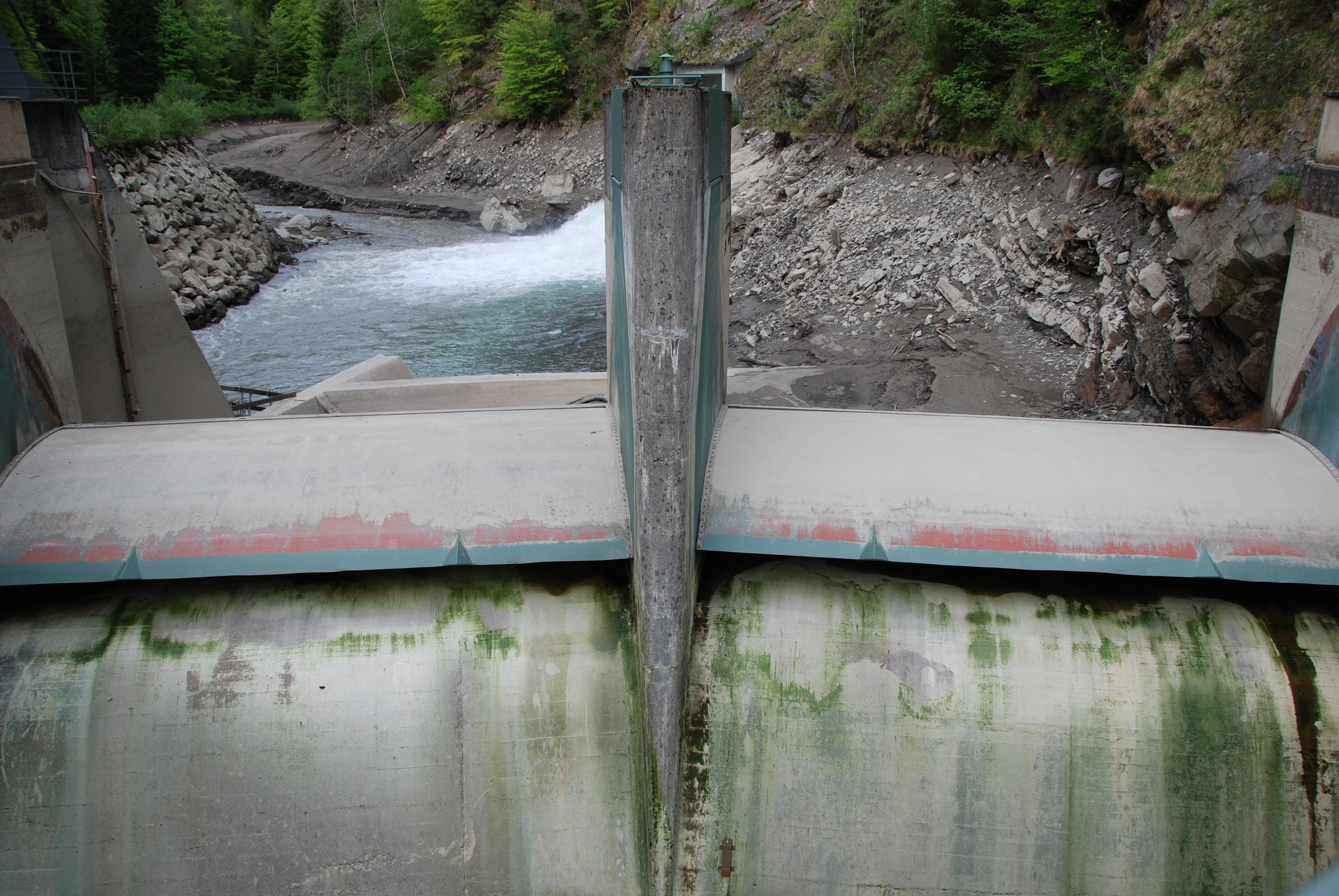
Vollständig geöffnete Wehrklappen

Bei einem Klappenwehr wird der Wasserstand der Staus mittels beweglicher und auf der Wehrkrone montierter Klappen geregelt. Die Klappen werden in der Regel hydraulisch oder über ein Zahnstangengetriebe bewegt. Das überfließende Wasser fällt in das Tosbecken. Es entstehen dabei häufig zwei gegeneinander drehende Strömungswalzen (Deck- und Grundwalze).
Ein Patent hierfür wurde Francesco Camagni unter der D.R.P. Nr. 194077 im Jahre 1905 erteilt.